# Svetlana Fedotkina
Svetlana Aleksandrovna Fedotkina (in russo Светлана Александровна Федоткина?; Krasnojarsk, 22 luglio 1967) è un'ex pattinatrice di velocità su ghiaccio russa.

## Palmarès

### Olimpiadi
- Argento a Lillehammer 1994 nei 1500 metri.